# Albertsbahn – Glückauf bis Neue Hoffnung
Die GLÜCKAUF bis NEUE HOFFNUNG waren normalspurige Schlepptenderlokomotiven der Albertsbahn. Die Königlich Sächsischen Staatseisenbahnen ordneten die Lokomotiven später in die Gattung H Va ein. Bis 1905 wurden sie ausgemustert.

## Geschichte
Als Erstausstattung erwarb die Albertsbahn 1855 drei Schlepptenderlokomotiven von Hartmann in Chemnitz. Sie waren die ersten dreifach gekuppelten Lokomotiven dieses Herstellers und einer sächsischen Eisenbahn überhaupt. Die Lokomotiven erhielten die Namen GLÜCKAUF, HARTMANN und THARANDT. Eine weitestgehend baugleiche vierte Lokomotive mit dem Namen NEUE HOFFNUNG kam 1863 noch hinzu.
Die Lokomotiven kamen vorrangig auf der Hauptstrecke der Gesellschaft zwischen Dresden und Tharandt vor Reise- und Güterzügen zum Einsatz. Für die Bedienung der zahlreichen Zweigbahnen zu den Steinkohlenbergwerken im Plauenschen Grund beschaffte die Albertsbahn 1857 noch einige Tenderlokomotiven, die auch deren enge Radien anstandslos befahren konnten.
Ab 1859 beschaffte auch der Staat zunächst für die westliche, und später auch für die östliche Staatsbahn Lokomotiven mit ähnlichen Parametern. Im Gegensatz zu den Lokomotiven der Albertbahn besaßen sie einen etwas größeren Kessel und eine stärkere Dampfmaschine. Sie wurden später in die Gattung V eingeordnet.
Nach der Verstaatlichung der Albertsbahn gelangten alle vier Lokomotiven 1868 zur sächsischen östlichen Staatsbahn, die 
1872 in den Königlich Sächsischen Staatseisenbahnen aufging. Dort waren sie zunächst in die Gattung H Vb und ab 1871 in die Gattung H Va eingeordnet. 
Nachdem die ehemalige THARANDT bereits 1895 ausgemustert worden war, bildeten die drei verbliebenen Lokomotiven ab 1896 die Gattung Va. Bis 1905 schieden auch die restlichen Lokomotiven aus dem Bestand. Museal blieb keine erhalten.
| Name          | Fabrik-Nr. | Baujahr | Nr. (1858) | Nr. (ab 1868) | Ausmusterung | Bemerkung     |
| GLÜCKAUF      | 51         | 1855    | 231        | 797           | 1905         |               |
| HARTMANN      | 52         | 1855    | 232        | 798           | 1896         | -             |
| THARANDT      | 53         | 1855    | 233        | 799           | 1895         | -             |
| NEUE HOFFNUNG | 193        | 1863    | 234        | 800           | 1897         | Nachlieferung |